# ری لیل بلک
نورای استقبال (متولد Kae Asakura ؛  ژاپنی: 加江 朝倉 ؛ ۱۷ اوت ۱۹۹۶)، که با نام هنری ری لیل بلک نیز شناخته می‌شود، یک مدل پورن ژاپنی، اینفلوئنسر رسانه‌های اجتماعی و بازیگر فیلم های پورنوگرافی است.
او همچنین در پلتفرم‌های مختلفی از جمله یوتیوب ، تیک‌تاک و اینستاگرام محتوا تولید کرده است، جایی که محتوای بازی و ویدئوبلاگ‌ها را به اشتراک می‌گذارد. پس از سفری به مالزی در سال ۲۰۲۴، او به اسلام گروید.

## حرفه
آساکورا در سن ۲۰ سالگی وارد صنعت فیلم بزرگسالان شد. اولین ویدیوی هاردکور او در سال ۲۰۱۸ منتشر شد و در هفته اول میلیون‌ها بازدید داشت و در پورن‌هاب به سرعت پخش شد.  او در دومین دوره جوایز پورن‌هاب که در سال ۲۰۱۹ برگزار شد، دو نامزدی جایزه کسب کرد و در طول دوران حرفه‌ای خود در فیلم‌های بزرگسالان، از مراسم‌های مختلفی از جمله جایزه ایکس‌بیز و جایزه ای‌وی‌ان، نامزدهای بیشتری دریافت کرد در سال ۲۰۲۲، مجله اِی‌وی‌اِن او را در بین ۳۰ مدل محبوب برتر در پورن‌هاب قرار داد، و در سال ۲۰۲۲، او در رتبه ۱۸ قرار گرفت. همچنین در سال ۲۰۲۰، او به عنوان یک شخصیت قابل بازی در «Heavy Metal Babes»، یک بازی نقش‌آفرینی نوبتی منتشر شده توسط نوتاکو ، حضور داشت. آساکورا در هشت فیلم از گروه رسانه‌ای ویکسن که از سال ۲۰۲۰ تا ۲۰۲۴ اکران شدند، بازی کرد. آساکورا به خاطر کم‌بازیگری‌اش مورد توجه قرار گرفت؛ در سال ۲۰۲۲، او در دوره پنج ساله قبل در کمتر از ۶۰ صحنه حرفه‌ای ظاهر شده بود و با گذشت زمان در رزروهایش گزینشی‌تر عمل کرد. او علاوه بر صحنه‌های حرفه‌ای‌اش، یک حساب کاربری شخصی اونلی‌فنز نیز باز کرد و صحنه‌های بزرگسالانه بیشتری را در آن منتشر کرد.  او همچنین به عنوان یک مدل غیر پورنوگرافیک کار پیدا کرد و روی جلد مجله بیست و پنجم ظاهر شد. شماره‌ای از ریچاردسون، یک مجله سکس.
فراتر از فعالیت در صنعت بزرگسالان، آساکورا در حوزه مدلینگ غیرپورنوگرافیک نیز موفقیت‌هایی کسب کرد. او روی جلد شماره بیست‌وپنجم مجله ریچاردسون، یک نشریه معتبر در حوزه فرهنگ و سکسوالیته، ظاهر شد که نشان‌دهنده توانایی او در گسترش فعالیت‌های حرفه‌ای خود به حوزه‌های دیگر بود.
پس از کنار گذاشتن فیلم‌های بزرگسالان، او به تولید محتوا روی آورد و در پلتفرم‌هایی مانند یوتیوب ، تیک‌تاک، اینستاگرام و توییچ، که در آنها جلسات بازی را پخش می‌کند و ویدئوهای شخصی خود را به اشتراک می‌گذارد، دنبال‌کنندگانی برای خود دست و پا کرد. ویدئوهای یوتیوب او حول موضوعاتی مانند غذا و سفر متمرکز است. او همچنین محتوای ای‌اس‌ام‌آر موکبانگ را تولید کرد.  در نوامبر ۲۰۲۳، او یک سخنرانی تد در بانکوک ، تایلند ارائه داد.  در ماه اکتبر در سال ۲۰۲۴، او خودش را با حجاب و لباس‌های پوشیده در تیک‌تاک منتشر کرد.  در فوریه در سال ۲۰۲۵، استقبال با «اسنیکرس کان جنوب شرق آسیا»، یک رویداد علاقه‌مندان به کفش‌های کتانی که در نمایشگاه مارینا بی سندز در سنگاپور برگزار شد، همکاری کرد و در آنجا در یک مراسم ملاقات و خوشامدگویی شرکت کرد. او در این مراسم جانماز و بسته‌های دعای مسافرتی دریافت کرد.  پس از حذف تمام محتوای بزرگسالان از حساب‌های کاربری شبکه‌های اجتماعی‌اش و اعلام عمومی گرویدنش به اسلام، روزنامه تورنتو سان گزارش داد که او فالوورهایش را در آن پلتفرم‌ها از دست داده است.

## زندگی شخصی
استقبال کائه آساکورا در اوزاکای ژاپن در ماه اوت به دنیا آمد ۱۷، ۱۹۹۶. پس از اقامت در تایلند در سال ۲۰۲۳، او لقب تایلندی «ری‌واده» برای خود برگزید.  
در ماه مارس در سال ۲۰۲۵، استقبال پس از مراسمی در سال ۲۰۲۴، رسماً اعلام کرد که به اسلام گرویده است. سفری به مالزی داشت، جایی که بنا به گزارش‌ها عمیقاً تحت تأثیر فرهنگ و محیط مذهبی، به ویژه در کوالالامپور ، قرار گرفت. او همچنین نام خود را به نورای استقبال تغییر داد. تغییر دین او واکنش‌های متفاوتی را از سوی کاربران اینترنتی به همراه داشت، از حمایت جوامع مسلمان گرفته تا تردید برخی از طرفداران.
از زمان گرویدنش به اسلام، او علاقه خود را به یادگیری بیشتر در مورد آداب اسلامی ابراز کرده و گهگاه جنبه‌هایی از سفر خود را در رسانه‌های اجتماعی به اشتراک گذاشته است. او در مصاحبه‌ها بر تعهد خود به رشد شخصی و فاصله گرفتن از حرفه گذشته‌اش تأکید کرده است.

## جوایز
| سال  | مراسم                  | دسته‌بندی                           | نتیجه |
| ---- | ---------------------- | ---------------------------------- | ----- |
| ۲۰۱۹ | دومین جوایز پورن‌هاب    | محبوب‌ترین مدل حرفه‌ای               | نامزد |
| ۲۰۱۹ | دومین جوایز پورن‌هاب    | بهترین اجراگر سکس دهانی            | نامزد |
| ۲۰۲۰ | جوایز اکس‌بیز           | هنرمند کلیپ زن سال                 | نامزد |
| ۲۰۲۰ | جوایز وب‌کم اکس‌بیز      | بهترین هنرمند کلیپ زن              | نامزد |
| ۲۰۲۰ | سومین جوایز پورن‌هاب    | ملکه سکس دهانی                     | نامزد |
| ۲۰۲۱ | سی‌وهشتمین جوایز ای‌وی‌ان | بهترین ستاره نوظهور خارجی          | نامزد |
| ۲۰۲۱ | جوایز گی‌وی‌ان           | بهترین صحنه سکس دوجنس‌گرا           | نامزد |
| ۲۰۲۲ | چهارمین جوایز پورن‌هاب  | بهترین اجراگر سکس دهانی            | نامزد |
| ۲۰۲۳ | چهلمین جوایز ای‌وی‌ان    | بهترین صحنه سکس مرد/زن بین‌المللی   | نامزد |
| ۲۰۲۳ | چهلمین جوایز ای‌وی‌ان    | اجراگر زن بین‌المللی سال            | نامزد |
| ۲۰۲۳ | چهلمین جوایز ای‌وی‌ان    | جسورانه‌ترین صحنه سکس               | نامزد |
| ۲۰۲۴ | چهل‌ویکمین جوایز ای‌وی‌ان | بهترین صحنه سکس تمام‌دختر بین‌المللی | نامزد |
| ۲۰۲۴ | چهل‌ویکمین جوایز ای‌وی‌ان | بهترین صحنه سکس پسر/دختر بین‌المللی | نامزد |

## همچنین ببینید
- فهرست کسانی که به اسلام گرویده‌اند

## پیوندهای خارجی
- ری لیل بلک در بانک اطلاعات اینترنتی فیلم‌ها (IMDb)